# غلين وليامز
غلين وليامز (بالإنجليزية: Glenn Williams)‏ هو مهندس ومهندس الصوت أمريكي، ولد في القرن العشرين.

## وصلات خارجية
- غلين وليامز على موقع IMDb (الإنجليزية)